# 陳田花園

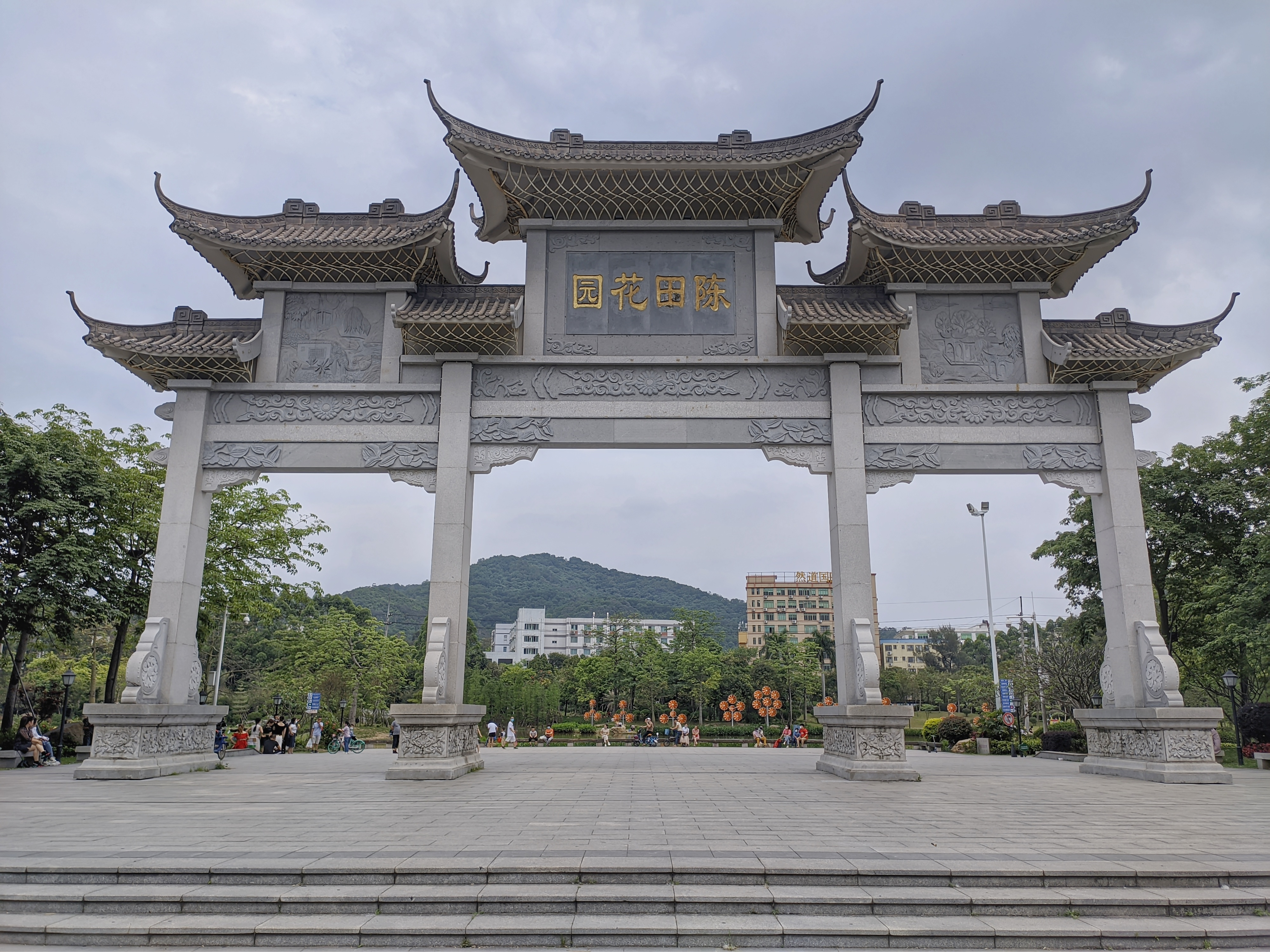
位於陳田花園正門的牌坊

陳田花園是一個花園，位於中華人民共和國廣東省廣州市白雲區白雲大道440號。陳田花園屬廣州市“五大嶺南花園”之一，佔地17.9萬平方米，為開放式種植苗圃花園，種有觀花喬灌木、水生植物、彩葉地被、簕杜鵑等多種嶺南園林，亦按1:1比例復原四個在園博會獲獎的廣州展園。

## 歷史
陳田花園所屬地塊曾為農田、飼養場。1987年，此地被劃至廣州市綠化公司用作苗圃場，稱為陳田苗圃。2009年，白雲區籌劃將陳田苗圃改造，變為開放式苗圃花園。2012年，廣州市人民政府開展陳田苗圃改造工程，並於2013年完工開放。

## 規劃
陳田花園的中心為人工湖，四座嶺南園林散布在人工湖周圍。花園內嶺南園林是按照歷屆園博會的獲獎作品一比一仿建，分別為穗華園、粵秀園、廣州園及花城絲路園。陳田苗圃遺留下的建築在改造後部分用作辦公樓、部分用作園林綠化與花卉展示。

### 穗華園
穗華園是廣州市參加2006年瀋陽世界園藝博覽會的園林作品，佔地1200平方米。穗華園運用自然山水田園手法，採取“廣州西關大屋”的元素，結合“趟櫳門、蠔殼牆、琉璃花樽、滿洲窗”等景觀，表現“雲山珠水”名城風采。穗華園被瀋陽園博會授予綜合類最佳獎、設計金獎、施工金獎、植物配置金獎和主入口大門景觀金獎。

### 粵秀園
粵秀園是廣州市參加2000年淡路花博的園林作品，佔地面積約500平方米，以嶺南水鄉庭院為基調。作品獲得兵庫縣知事獎、庭園設計金獎、庭園展示金獎、庭園施工銀獎等獎項。

### 廣州園
廣州園是廣州市參加第八屆中國重慶國際園林博覽會的園林作品，佔地約1600平方米。廣州園運用傳統山水的設計手法，設置八和台、慶春亭，營造“溪水流澗現平湖”的總體布局，體現廣州園的開放。此作品獲得室外展園金獎。

### 花城絲路園
花城絲路園是廣州市參加2011年西安世界園藝博覽會的作品，佔地1257平方米，將雲山一脈、溪流、蠔殼跌水、旱溪、船帆、青花瓷雕塑、立體植物景牆組合融匯，展現的是海上絲綢之路與陸上絲綢之路的對話。此作品獲得綜合類金獎、設計優秀獎、植物配置優秀獎、水景優秀獎等獎項。

## 爭議

### 出入口設置爭議
陳田花園有3個開放的出入口，均朝向西側白雲大道，朝叢雲路的東南門未開放。叢雲路東側住宅區的居民前往陳田花園需步行約1公里，有居民抱怨前往陳田花園不方便。

## 圖集

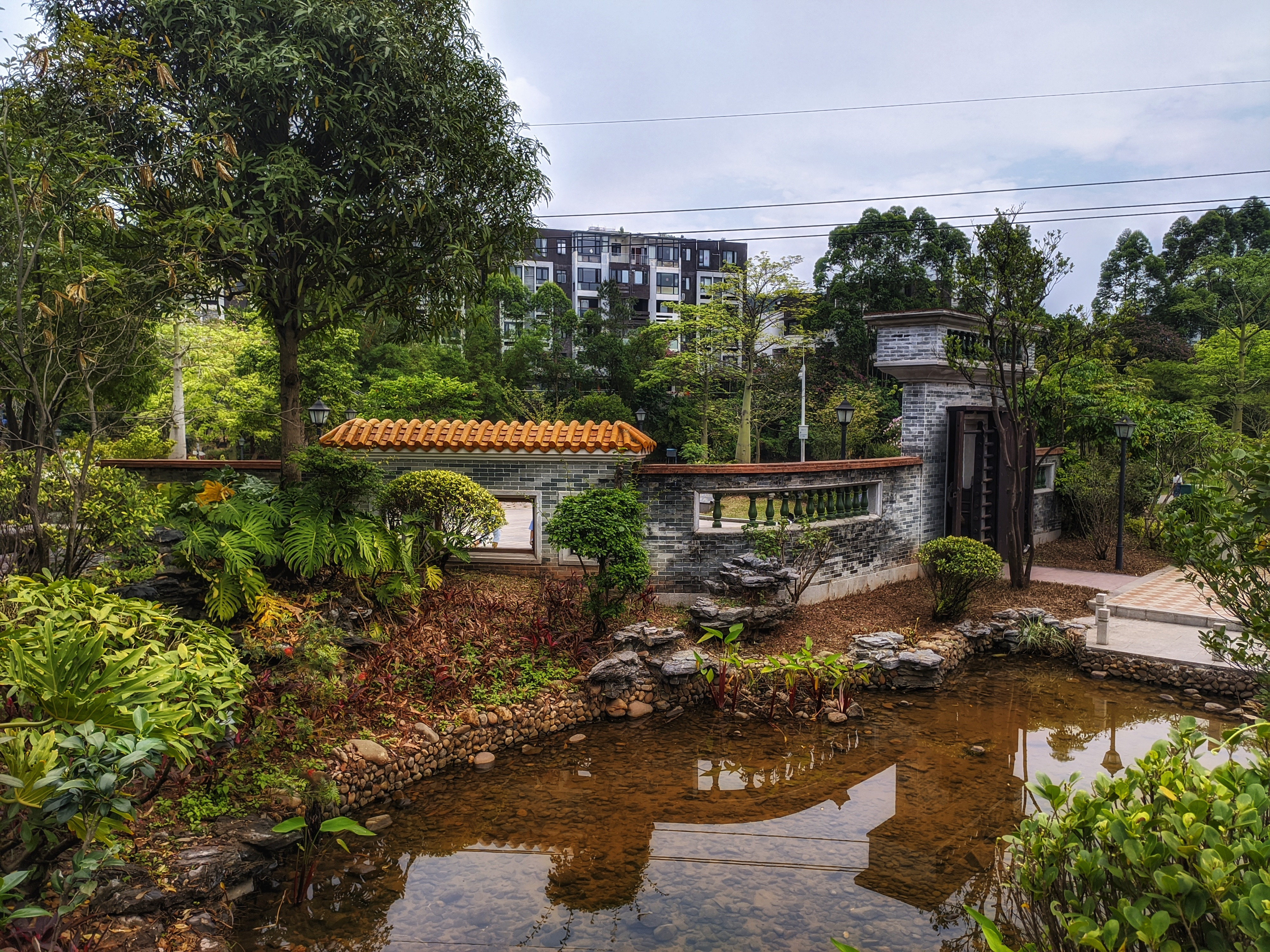
穗華園
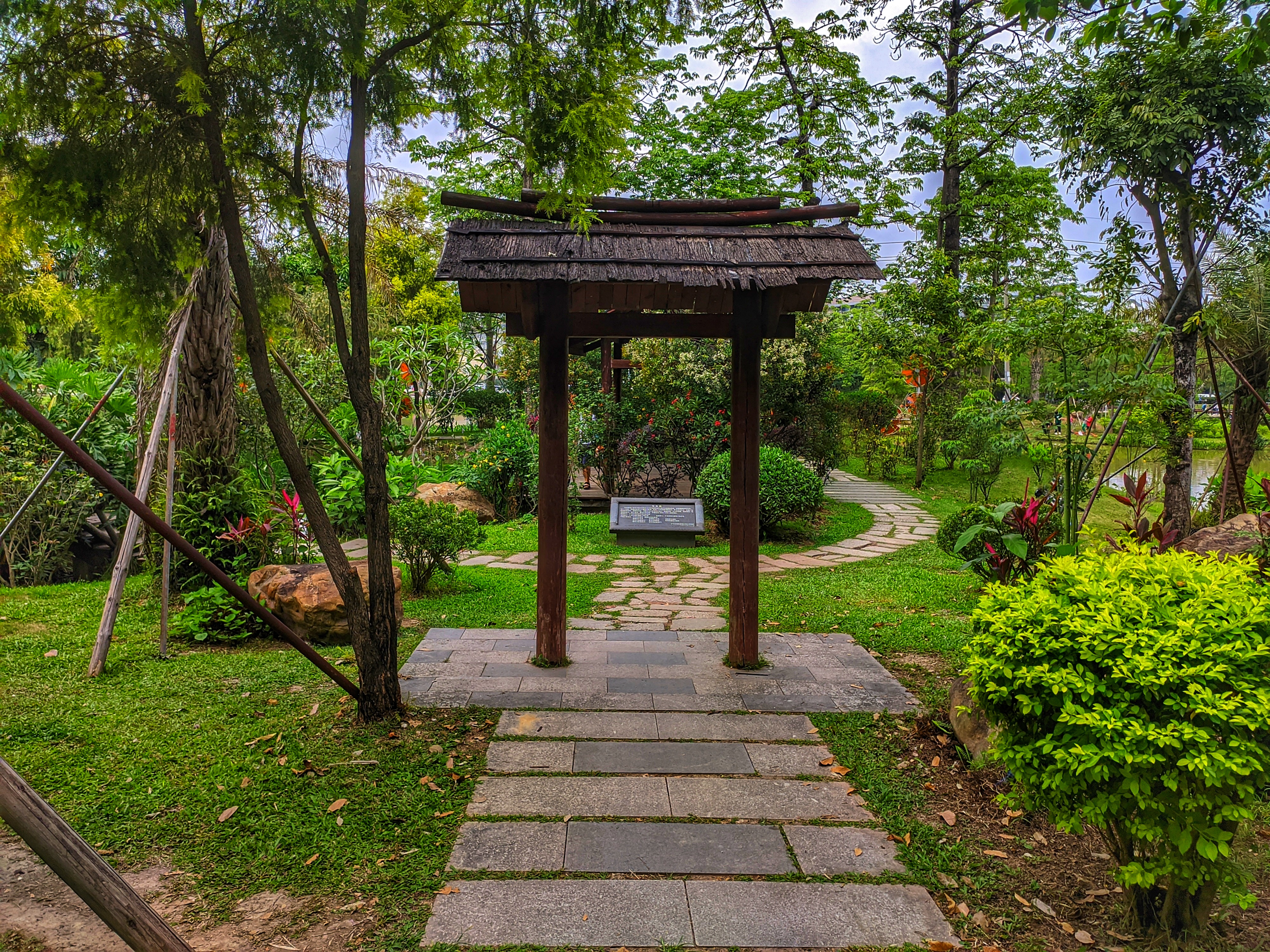
粵秀園
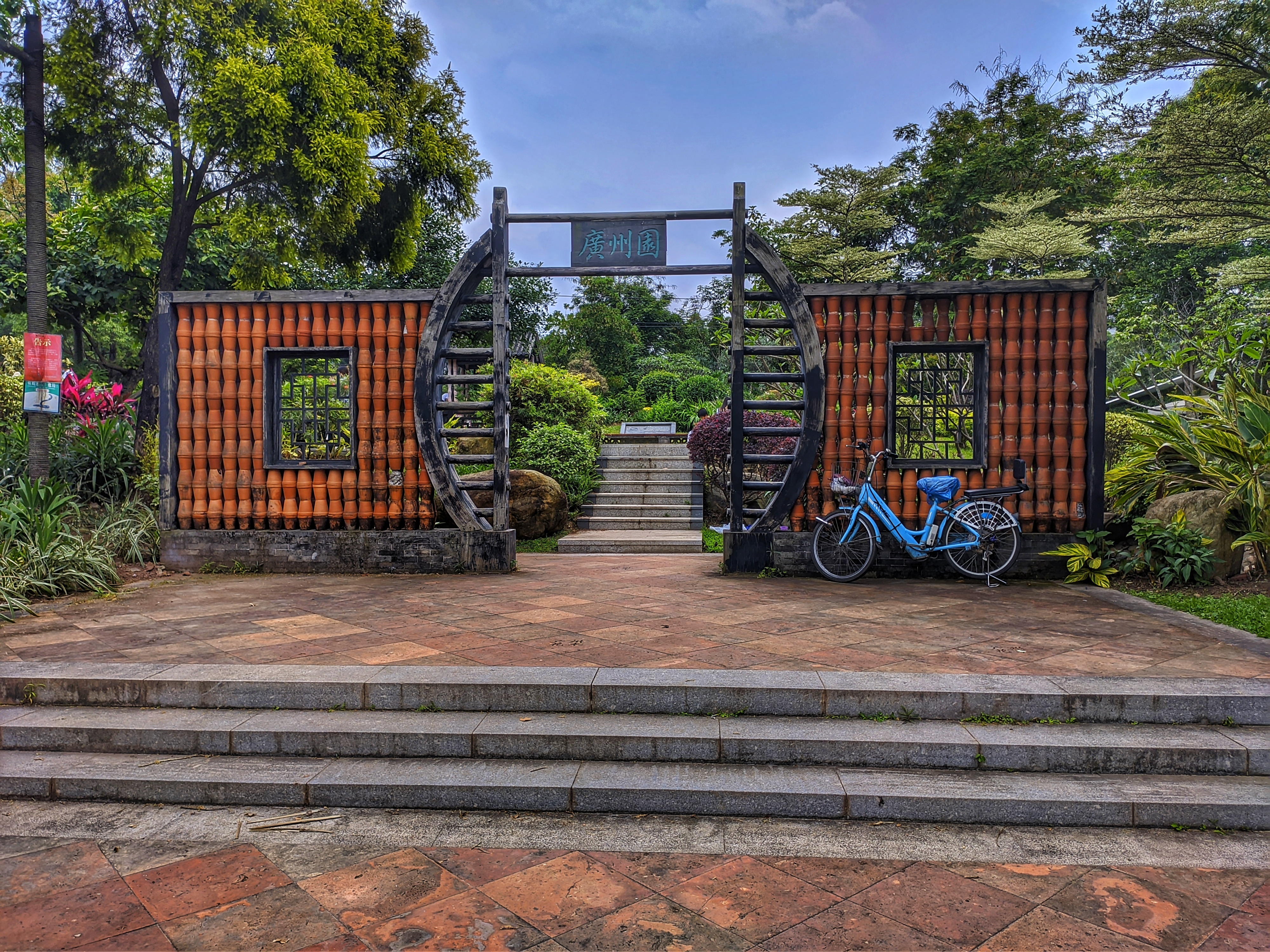
廣州園
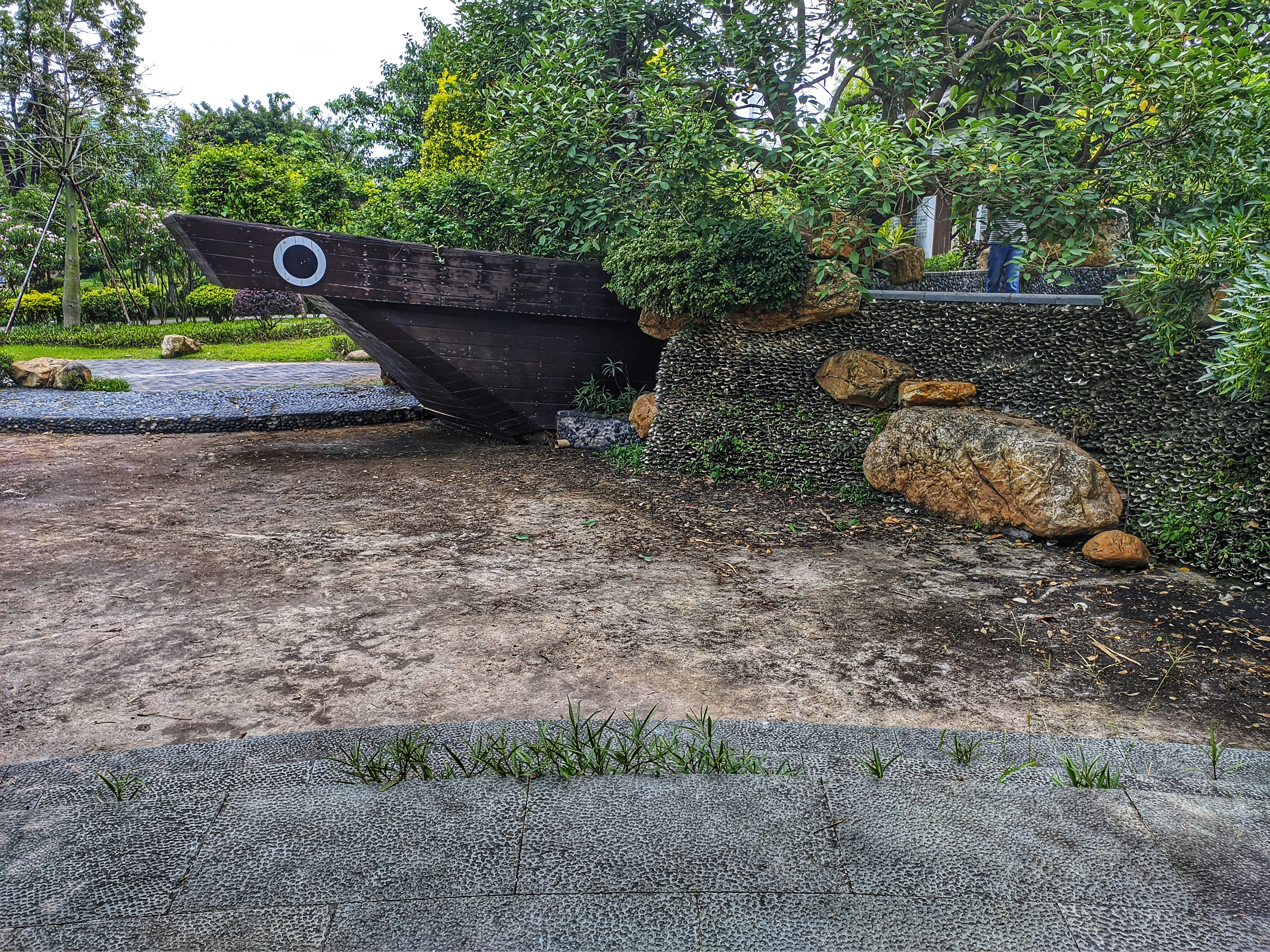
花城絲路園